# Mariningenjörsstaten
Kungliga Mariningenjörsstaten var under åren 1868–1905 en civilt organiserad stat inom Krigsmakten med ansvar för framtagande av materiel till Svenska flottan.

## Historik
Mariningenjörsstaten bildades efter Riksdagen 1867 då man beslutade att slå samman Flottans konstruktionskår och Flottans mekaniska kår. Mariningenjörsstaten bildades genom kungligt brev av den 24 september 1867. Man ansåg då att mariningenjörsstaten skulle handha följande frågor;
| ” | Mariningenjörsstaten har till föremål för sin verksamhet allt, som äger sammanhang med byggnad och underhåll av sjövapnets fartyg och annan flytande materiel samt maskiner, ävensom anläggningar och vidmakthållande av verkstäder och mekaniska inrättningar vid stationerna. | „ |

Organisationen bestod av en överdirektör med överstes rang, två direktörer med överstelöjtnants rang och fem ingenjörer med kaptens rang. År 1875 tillkom två byggmästare och 1888 tillkom tre miningenjörer, och senare ändrades namnet på två av dessa tre till torpedingenjör då självgående mina namnändrades till torped.
För anställning inom mariningenjörsstaten krävdes att man genomgått utbildning vid Teknologiska institutet i Stockholm, samt en kurs i teoretiskt och praktiskt skeppsbyggeri samt att man under två år haft en anställning vid en mekanisk verkstad eller ett varv.
I takt med att sjövapnet utvecklades och blev allt mer tekniskt ansåg man att organisationen behövde omorganiseras. Vid Riksdagen 1905 bifölls en proposition om ändring med anledning av;
| ” | ...betraktande av den dyrbara stridsmateriel med dess mångfald av invecklade anordningar, varav vår flotta numera består, måste det för staten vara av stor betydelse att flottan äger tillgång till biträde av en mariningenjörkår, vars personal erhållit en tillfredsställande utbildning för sina speciella uppgifter och som beträffande avlöningsförmåner och tjänstemannaställning erbjudes sådana villkor, att verkligt skickliga personer kunna tänkas vilja ingå i kåren. | „ |

Mariningenjörsstaten omorganiserades efter detta till en civilmilitär kår, Mariningenjörkåren, som ersattes mariningenjörsstaten den 1 januari 1906.

## Överdirektörer
- 1868-1877: Johan Christian August d'Ailly
- 1877-1881: Victor Gjerling
- 1881-1898: Göthe Wilhelm Svenson
- 1898-1905: Hjalmar Hugo Lilliehöök